# Curt Warner
Pour les articles homonymes, voir Warner.
College Football Hall of Fame 2009
(en) Statistiques sur pro-football-reference
Curt Warner, né le 18 janvier 1961 dans le comté de Wyoming en Virginie-Occidentale, est un joueur professionnel de football américain évoluant au poste de running back.

## Biographie
La recruteuse Libby McKinney repère Curt Warner et le propose aux Nittany Lions de Penn State et son historique entraîneur Joe Paterno. En quatre saisons sous les couleurs universitaires de Penn State, Warner s'illustre comme un excellent coureur, battant 41 records de l'université.
Les Seahawks de Seattle échangent trois choix de draft pour sélectionner Curt Warner avec le troisième choix du premier tour de la draft 1983 de la NFL. Dès sa première saison dans la National Football League, il prouve ses qualités athlétiques en courant pour 1 449 yards et est sélectionné au Pro Bowl. L'année suivante, Warner se blesse au genou droit dès le deuxième quart-temps du match d'ouverture de la saison. Marchant à l'aide de béquilles toute la saison, le joueur ne retourne pas sur les terrains. Contrairement à d'autres coureurs touchés par la même blessure aux ligaments que lui, Warner gagne son combat contre sa blessure et revient à un excellent niveau lors de la saison 1985.
Après deux saisons à plus de mille yards et des sélections au Pro Bowl en 1986 et 1987, Curt Warner devient le coureur le plus prolifique de l'histoire des Seahawks. Il quitte la franchise au terme de la saison 1989 avec 6 705 yards et 55 touchdowns marqués. Hué et critiqué malgré ces records, il décide d'accepter une baisse de salaire de 900 000 $ à 700 000 $ en mars 1990 pour relancer sa carrière sous le maillot des Rams de Los Angeles.
En 1991, Warner perd un enfant dans le ventre de sa femme Ana. L'ancien joueur de football américain a un fils Jonathan en 1993 puis deux jumeaux l'année suivante, Christian et Austin. Ses deux jumeaux sont déclarés autistes à l'âge de cinq ans. En 2006, le couple a un nouvel enfant, une fille prénommée Isabella. Deux ans plus tard, la maison familiale prend feu à la suite du feu mis par l'un des enfants de la famille pour imiter l'acteur d'un film.

## Statistiques
| Année  | Équipe              | MJ     |       | Courses | Courses | Courses | Courses |       | Passes réceptionnées | Passes réceptionnées | Passes réceptionnées | Passes réceptionnées |
| Année  | Équipe              | MJ     | Nb.   | Yards   | Moy.    | TD      | Nb.     | Yards | Moy.                 | TD                   |                      |                      |
| 1983   | Seahawks de Seattle | 16     | 335   | 1 449   | 4,3     | 13      | 42      | 325   | 7,7                  | 1                    |                      |                      |
| 1984   | Seahawks de Seattle | 1      | 10    | 40      | 4       | 0       | 1       | 19    | 19                   | 0                    |                      |                      |
| 1985   | Seahawks de Seattle | 16     | 291   | 1 094   | 3,8     | 8       | 47      | 307   | 6,5                  | 1                    |                      |                      |
| 1986   | Seahawks de Seattle | 16     | 319   | 1 481   | 4,6     | 13      | 41      | 342   | 8,3                  | 0                    |                      |                      |
| 1987   | Seahawks de Seattle | 12     | 234   | 985     | 4,2     | 8       | 17      | 167   | 9,8                  | 2                    |                      |                      |
| 1988   | Seahawks de Seattle | 16     | 266   | 1 025   | 3,9     | 10      | 22      | 154   | 7                    | 2                    |                      |                      |
| 1989   | Seahawks de Seattle | 16     | 194   | 631     | 3,3     | 3       | 23      | 153   | 6,7                  | 1                    |                      |                      |
| 1990   | Rams de Los Angeles | 7      | 49    | 139     | 2,8     | 1       | 0       | 0     | 0                    | 0                    |                      |                      |
| Totaux | Totaux              | Totaux | 1 698 | 6 844   | 4,0     | 56      | 193     | 1 467 | 7,6                  | 7                    |                      |                      |

| Année  | Équipe              | MJ     |     | Courses | Courses | Courses | Courses |       | Passes réceptionnées | Passes réceptionnées | Passes réceptionnées | Passes réceptionnées |
| Année  | Équipe              | MJ     | Nb. | Yards   | Moy.    | TD      | Nb.     | Yards | Moy.                 | TD                   |                      |                      |
| 1983   | Seahawks de Seattle | 3      | 63  | 238     | 3,8     | 2       | 10      | 70    | 7                    | 0                    |                      |                      |
| 1988   | Seahawks de Seattle | 1      | 8   | 11      | 1,4     | 0       | 1       | -1    | -1                   | 0                    |                      |                      |
| Totaux | Totaux              | Totaux | 71  | 249     | 3,5     | 2       | 11      | 69    | 2,8                  | 0                    |                      |                      |